# Голяма Вода
Голя́ма Вода́ (болг. Голяма вода) — село в Разградській області Болгарії. Входить до складу общини Самуїл.

## Населення
За даними перепису населення 2011 року у селі проживали 298 осіб, з них 294 особи (99,0%) — турки.
Розподіл населення за віком у 2011 році:
Динаміка населення: